# Mijn opoe heeft een zadel op d'r rug
Mijn opoe heeft een zadel op d’r rug is een single van André van Duin. Na twee min of meer serieuzere singles Want het is zomer en Een echte vriend kwam Van Duin weer met een carnavalskraker.
Mijn opoe heeft een zadel op d’r rug is geschreven door André van Duin zelf.
De B-kant Ik heb m’n boerenkiel aan is een cover van Wenn der weiße Flieder wieder blüht (Flieder is een type sering) met muziek van Franz Doelle en tekst van Fritz. Rotter. Dat lied was in 1928/1929 al op de markt gebracht door Richard Tauber, maar kreeg in 1953 een flinke steun in de rug toen het in de gelijknamige film met de debuterende tiener Romy Schneider door Willy Fritsch werd gezongen. Het kreeg in de loop der jaren Engelse titels When violets come into blossom/When the lilacs blooms again en Franse Quand refleuriront les lilas blancs. André van Duin was hier alleen verantwoordelijk voor de nieuwe tekst.
Zowel Van Duins muziekproducent Bert Schouten als arrangeur Harry van Hoof waren weer van de partij toen Van Duin zijn liedjes opnam in de Wisseloordstudio's.

## Hitnotering
De Belgische BRT Top 30 en Vlaamse Ultratop 30 werden niet bereikt.

### Nederlandse Top 40
| Positie: | 37 | 35 | 29 | 32 | 35 | uit |

### NederlandseNationale Hitparade
| Positie: | 34 | 17 | 19 | 29 | 30 | 46 | uit |